# Variazioni su un tema di Mozart
Variazioni su un tema di Mozart op.9 è una composizione per chitarra di Fernando Sor, in forma di tema con variazioni e un'introduzione.
Il tema, nella prima edizione londinese del 1821 viene indicato proveniente dal coro O cara armonia, trasposizione in italiano dell'originale Das klinget so herrlich dell'opera Die Zauberflöte (Il flauto magico) di Mozart. Opinione critica diffusa però è che il tema in realtà non sia stato scritto dal chitarrista spagnolo rifacendosi direttamente alla famosa opera, ma che egli lo abbia tratto da versioni riarrangiate nel corso degli anni da vari musicisti. La rielaborazione, da parte di cantanti famosi, di arie operistiche attraverso personali variazioni melodiche e ritmiche era pratica assai diffusa ad inizio Ottocento, e tali reinterpretazioni, godendo spesso di grande fama, erano oggetto di pubblicazione; in effetti il tema utilizzato da Sor appare somigliante, di più che all'originale mozartiano, all'aria O dolce contento, arrangiata per la famosa cantante Angelica Catalani sulla base di una sua popolarissima reinterpretazione della O cara armonia di Mozart.
La tonalità predominante della composizione è mi maggiore (solo la variazione II è in mi minore). Essa si colloca appieno nel filone strumentale di inizio Ottocento che, specialmente in ambito chitarristico, faceva delle variazioni su temi operistici il mezzo musicale per lo sfoggio di un'esuberanza tecnica di stampo virtuosistico. Il brano, poco strutturato da un punto di vista armonico, è stato a lungo interpretato dai chitarristi come classico "pezzo di bravura". In Sor, tuttavia, le concessioni al virtuosismo a discapito della struttura polifonica sono assai infrequenti, e le sue successive composizioni in forma di variazioni si discosteranno sensibilmente dallo stile di queste Variazioni op.9.
Durante quegli anni le variazioni musicali sull'originale tema de Il flauto magico di Mozart furono incredibilmente diffuse. Una composizione per chitarra del tutto analoga a quello di Sor è l'Aria con variazioni su "Des mysteres d'Isis", dell'italiano Matteo Carcassi; nel suo caso la fonte diretta del tema è la versione francese dell'opera (intitolata per l'appunto Des mysteres d'Isis), versione molto rimaneggiata nella quale il tema in questione appare già sensibilmente modificato rispetto a Das klinget so herrlich, secondo il gusto riscontrabile nei suoi numerosissimi riadattamenti.